# Day-Time Wife
Day-Time Wife is een Amerikaanse romantische komedie uit 1939 onder regie van Gregory Ratoff.

## Verhaal
Ken en Jane Norton zijn twee jaar getrouwd, maar Ken is dit jubileum, ondanks duidelijke hints van zijn vrouw, glad vergeten. Zij denkt dat dit komt door zijn secretaresse Kitty Frazier, waar hij naar haar idee te veel interesse in toont. Ze besluit hem te verrassen op zijn werk, maar hij is niet aanwezig. Als haar vriendin Blanche dure parfum vindt in een bureaula van Kitty, beginnen de vermoedens van een affaire. Jane wil echter geen scheiding en probeert te ontdekken wat voor macht secretaressen hebben over hun baas. Om die reden doet ze met succes sollicitatie als secretaresse van Bernard Dexter, een architect die als een blok valt voor Jane.
De problemen beginnen wanneer blijkt dat Dexter zaken doet met Ken. Jane wil niet dat haar man ontdekt dat ze werkt en probeert hem te allen tijde te vermijden. Tijdens een diner vertelt Dexter haar dat hij ook zielsveel houdt van zijn vrouw, maar dat hij tegelijkertijd met haar flirt omdat zij, in tegenstelling tot zijn vrouw, nog een 'onopgeloste puzzel' is. De volgende dag beraamt Jane een list om te ontdekken of haar man haar ook op andere gebieden bedriegt. Ze verkoopt een dure bontjas en vertelt aan haar man dat ze het reçu heeft gevonden. Diezelfde avond keert hij terug met een konijn in plaats van de bontjas. Op dat moment is voor Jane de maat vol.
Ook Ken geeft toe dat hij zijn vrouw te weinig aandacht heeft geschonken en belooft haar om haar mee uit eten te nemen. De volgende dag zegt hij dit echter af om met Dexter uit eten te gaan, vergezeld door Kitty. Tot zijn grote verbazing daagt Dexter op met Jane. Jane en Ken doen beiden alsof ze van niets weten, uit angst dat Dexter niet langer in zaken wil gaan met Ken. De avond loopt uit op een grote ramp als niet alleen Kitty Ken probeert te zoenen, maar ook de vrouw van Dexter thuiskomt, vastberaden dat haar man vreemdgaat. Nadat zijn hachje wordt gered door Jane, die ondertussen de complete waarheid onthult, wordt Dexter gedwongen om het contract van Ken te tekenen. Uiteindelijk wordt Ken vergeven door zijn vrouw.

## Rolverdeling
| Acteur         | Personage               |
| -------------- | ----------------------- |
| Tyrone Power   | Ken Norton              |
| Linda Darnell  | Jane Norton             |
| Warren William | Bernard 'Barney' Dexter |
| Binnie Barnes  | Blanche                 |
| Wendy Barrie   | Kitty Frazier           |
| Joan Davis     | Joyce Applegate         |
| Joan Valerie   | Mevrouw Dexter          |
| Leonid Kinskey | Coco Anderson           |

## Achtergrond
De film werd gemaakt om de carrière van de toen nog beginnende Linda Darnell van de grond te laten komen. Hoewel ze een getrouwde vrouw speelt, was de actrice destijds pas 15 jaar oud. Het was de eerste film die ze maakte onder contract voor 20th Century Fox. Aanvankelijk zou de vrouwelijke hoofdrol gaan naar Loretta Young, maar zij weigerde mee te werken, op grond van dat ze niet de eerste acteur was om genoemd te worden op de aftiteling. Vervolgens werd Nancy Kelly benaderd, maar producer Darryl F. Zanuck besloot de rol uiteindelijk aan Darnell te geven.
Werktitels van de film zijn First Kiss, Part Time Wife en A Deal In Hearts. Voor haar tegenspeler Tyrone Power was het de laatste komediefilm die hij maakte tot en met zijn rol in The Luck of the Irish (1948). De film werd ontvangen met gemengde recensies, alhoewel critici het er over eens waren dat Darnell een krachtige prestatie leverde. Zanuck was zo tevreden over Darnells optreden, dat hij besloot haar naam boven de titel te noemen.